# Nicolas Dupuis
Nicolas Dupuis (Moulins, 6 januari 1968) is een Frans voetbalcoach en voormalig voetballer. Hij was van 2017 tot 2021 bondscoach van Madagaskar.

## Trainerscarrière

### AS Yzeure
Dupuis begon na een bescheiden spelerscarrière in 1996 als trainer bij AS Yzeure, toen nog uitkomend op het achtste niveau van het Franse voetbal. In twee jaar tijd promoveerde Dupuis meteen twee keer met Yzeure, waardoor de club vanaf 1998 uitkwam in de Division d'Honneur. In 2001 loodste Dupuis zijn club vervolgens naar de CFA 2, het vijfde niveau in het Franse voetbal. De club eindigde daar voorlaatste en degradeerde zo na één seizoen weer naar de Division d'Honneur, maar de club promoveerde meteen terug en mocht in 2004 door twee promoties op rij zelfs aantreden in de CFA. Na twee seizoenen op het vierde niveau was het opnieuw prijs: Yzeure eindigde eerste in haar groep en mocht in het seizoen 2006/07 uitkomen in de Championnat National, het derde niveau in Frankrijk. Dat avontuur duurde echter slechts één seizoen: Yzeure eindigde laatste en degradeerde zo in 2007 opnieuw naar de CFA.
Dupuis haalde in 2015 de achtste finale van de Coupe de France, de club sneuvelde hierin pas na verlengingen tegen eersteklasser EA Guingamp. Hij bereikte ook viermaal de zestiende finales, waaronder in het seizoen 2001/02, toen Paris Saint-Germain (met onder andere Gabriel Heinze, Mauricio Pochettino en Mikel Arteta) slechts met 0-1 kwam winnen in het Stade Gabriel Montpied.

### Madagaskar
Dupuis werd in maart 2016 aan de technische staff van Madagaskar gevoegd – de Fransman bleef evenwel aan de slag bij AS Yzeure. Op 10 maart 2017 volgde hij Auguste Raux op als bondscoach van Madagaskar, waardoor hij zijn job bij Yzeure opgaf.
Op 16 oktober 2018 schreef Dupuis geschiedenis: onder zijn leiding kwalificeerde Madagaskar zich na de 1-0-zege tegen Equatoriaal-Guinea voor het eerst in haar geschiedenis voor de Afrika Cup. Madagaskar deed het uitstekend in Egypte: het werd als debutant groepswinnaar in een groep met Burundi, Guinee en Nigeria, versloeg in de achtste finale Congo-Kinshasa na strafschoppen en sneuvelde pas in de kwartfinale tegen Tunesië.
Twee jaar later slaagde Dupuis er evenwel niet in om Madagaskar naar de Afrika Cup 2021 te leiden. In april 2021 werd hij dan ook ontslagen en vervangen door Eric Rabesandratana.

### FC Fleury 91
In januari 2019 ging Dupuis aan de slag als trainer van de Franse vierdeklasser FC Fleury 91. Fleury stond op dat moment in de buurt van de degradatiestreep in de Championnat National 2. De club eindigde uiteindelijk tiende. In november 2019 verliet hij de club om zich volledig op Madagaskar te kunnen concentreren.